# Ligas autonómicas de hockey sobre patines 2017-18
Las Ligas autonómicas 2017-18 fueron una serie de competiciones que se desarrollaron en los niveles tercero, cuarto y quinto del campeonato español de hockey sobre patines, por debajo de los dos primeros niveles nacionales. Fueron organizadas por las distintas federaciones autonómicas de patinaje y coordinadas entre sí por la  Real Federación Española de Patinaje.
El tercer nivel es el sucesor de la antigua Segunda División española, posteriormente denominada Primera División B, y estuvo compuesto por seis ligas de carácter autonómico o pluriautonómico bajo la supervisión de la federación española, disputándose a su finalización tres fases de ascenso, ascendiendo los tres campeones clasificados a la Primera División (segundo nivel del campeonato). Los dos niveles restantes fueron organizados libremente por las respectivas federaciones autonómicas.
En la temporada 2017-18 compitieron en estas ligas un total de 192 equipos, los cuales unidos a los 30 equipos que disputaron los dos primeros niveles nacionales, suponen un total de 222 equipos disputando el campeonato de hockey sobre patines en categoría masculina senior, pertenecientes a 154 clubes distintos.

## Tercer nivel
El tercer nivel del campeonato español de hockey sobre patines está compuesto por seis ligas autonómicas agrupadas en tres sectores, ascendiendo a Primera División el campeón de cada uno de los sectores:
- Sector Cataluña: Liga Autonómica Catalana.
- Sector Norte: Primera Autonómica de Asturias, Primera Autonómica de Galicia, y Liga Norte.
- Sector Sur: Primera Autonómica de Madrid, y Liga Sur.

### Liga Autonómica Catalana.
Compuesta por 16 equipos divididos en dos grupos de 8, los 4 primeros de cada grupo disputan la fase de ascenso a Primera División española, clasificándose los 4 primeros de la fase para disputar un play off, ascendiendo el campeón de este. Los 4 últimos de cada grupo disputan la fase de descenso a Primera División Catalana, cuarto nivel de campeonato, siendo entre tres y cinco las plazas de descenso, en función del número de equipos catalanes que desciendan desde la Primera División española.
El Fútbol Club Barcelona B se proclamó campeón tras disputar el play off, ascendiendo directamente a Primera División.
- Liga regular:

|  | Pos. | Equipo                  | Localidad           |
|  | 1.   | HC Sentmenat            | Senmanat            |
|  | 2.   | C.P. Manlleu B          | Manlleu             |
|  | 3.   | C.H. Juneda             | Juneda              |
|  | 4.   | Fútbol Club Barcelona B | Barcelona           |
|  | 5.   | C.P. Congrés            | Barcelona           |
|  | 6.   | C.P. Folgueroles        | Folgarolas          |
|  | 7.   | C.H. Caldes B           | Caldas de Montbui   |
|  | 8.   | GEIEG                   | Gerona              |
|  | 9.   | C.H. Vila-seca          | Vilaseca            |
|  | 10.  | Club Esportiu Noia B    | San Sadurní de Noya |
|  | 11.  | H.C. Piera              | Piera               |
|  | 12.  | C.P.H. Olot             | Olot                |
|  | 13.  | Capellades H.C.         | Capellades          |
|  | 14.  | H.P. Tona               | Tona                |
|  | 15.  | CE Arenys de Munt B     | Arenys de Munt      |
|  | 16.  | Igualada Hoquei Club B  | Igualada            |

### Primera Autonómica de Asturias.
Compuesta por un grupo de 11 equipos, clasificándose los 8 primeros de la fase regular para disputar un play off, accediendo el campeón de este a la Fase de Ascenso del Sector Norte a Primera División española. No se producen descensos al no existir niveles inferiores en la comunidad asturiana.
Respecto a la anterior temporada participa un equipo más, al incorporarse el C.P. El Pilar y el Centro Asturiano de Oviedo, y no inscribirse el segundo equipo del C.P. Mieres.
El Club Patín Areces se proclamó campeón tras disputar el play off, clasificándose para la Fase de Ascenso.
- Liga regular:

|  | Pos. | Equipo                     | Localidad    |
|  | 1.   | Club Patín Mieres          | Mieres       |
|  | 2.   | C.D. Patinalón             | Langreo      |
|  | 3.   | Club Patín Areces          | Grado        |
|  | 4.   | C.P. El Pilar              | Pola de Lena |
|  | 5.   | Oviedo Booling Club        | Oviedo       |
|  | 6.   | Oviedo Roller H.C.         | Oviedo       |
|  | 7.   | Gijón H.C.                 | Gijón        |
|  | 8.   | Asturhockey Club Patín B   | Grado        |
|  | 9.   | Oviedo Booling B           | Oviedo       |
|  | 10.  | Centro Asturiano de Oviedo | Oviedo       |
|  | 11.  | Gradohockey                | Grado        |

### Primera Autonómica de Galicia.
Compuesta por un grupo de 11 equipos, clasificándose los 4 primeros de la fase regular para disputar un play off, accediendo el campeón de este a la Fase de Ascenso del Sector Norte a Primera División española. No se producen descensos al no existir niveles inferiores en la comunidad gallega.
El Hockey Club Liceo B se proclamó campeón tras disputar el play off, clasificándose para la Fase de Ascenso.
- Liga regular:

|  | Pos. | Equipo                    | Localidad              |
|  | 1.   | Hockey Club Liceo B       | La Coruña              |
|  | 2.   | C. Compañía de María A    | La Coruña              |
|  | 3.   | C.A.A. Dominicos          | La Coruña              |
|  | 4.   | C.H. Compostela A         | Santiago de Compostela |
|  | 5.   | Escola Lubians            | Carballo               |
|  | 6.   | Vigo Stick Traviesas H.C. | Vigo                   |
|  | 7.   | C. Compañía de María B    | La Coruña              |
|  | 8.   | H.C. Borbolla A           | La Coruña              |
|  | 9.   | H.C. Raxoi                | Santiago de Compostela |
|  | 10.  | H.C. Borbolla B           | La Coruña              |
|  | 11.  | C.H. Compostela B         | Santiago de Compostela |

### Liga Norte.
Compuesta por un grupo de 14 equipos de varias comunidades autónomas del norte de España: 7 del País Vasco, 2 de Navarra, 2 de Castilla y León, 2 de Cantabria, y 1 de Aragón. Se clasifican los 4 primeros de la fase regular para disputar un play off, accediendo dos primeros de este a la Fase de Ascenso del Sector Norte a Primera División española. No se producen descensos al no existir niveles inferiores en estas comunidades autónomas.
Respecto a la temporada aumenta la participación con un equipo más, al inscribirse por primera vez un equipo aragonés, el Alcañiz C.P. El Real Club Jolaseta había ascendido a Primera División, pero procedió a inscribir a su segundo equipo en la Liga Norte esta temporada.
El Club Patín Burgos se proclamó campeón tras disputar el play off, clasificándose para la Fase de Ascenso junto al subcampeón Iruña Hockey.
- Liga regular:

|  | Pos. | Equipo                  | Localidad     |
|  | 1.   | Iruña Hockey            | Pamplona      |
|  | 2.   | Club Deportivo Urdaneta | Lujua         |
|  | 3.   | Club Deportivo Oberena  | Pamplona      |
|  | 4.   | C.P. Burgos             | Burgos        |
|  | 5.   | U.D. Loyola Indautxu    | Bilbao        |
|  | 6.   | Real Club Jolaseta B    | Guecho        |
|  | 7.   | Alcañiz C.P.            | Alcañiz       |
|  | 8.   | Santutxu Hockey Taldea  | Bilbao        |
|  | 9.   | Club Deportivo Aurrera  | Vitoria       |
|  | 10.  | Gurutzeta Patin Taldea  | Baracaldo     |
|  | 11.  | Real Sociedad de Tenis  | Santander     |
|  | 12.  | C.D. Mundaiz            | San Sebastián |
|  | 13.  | Laguna Negra H.C.       | Soria         |
|  | 14.  | Laredo C.H.             | Laredo        |

### Primera Autonómica de Madrid.
Compuesta por un grupo de 10 equipos, todos de la Comunidad de Madrid. Se clasifica el primero para disputar la Fase de Ascenso del Sector Sur a Primera División española. No se producen descensos ya que los clubes deciden por libre inscripción militar en esta categoría.
Respecto a la temporada anterior se mantiene el mismo número de participantes, ya que las bajas del Rivas Las Lagunas, ascendido a Primera División, y del Burguillos que pasó a disputar la Liga Sur, fueron cubiertas por el Club Patín Alcorcón y el Club Patín Alcalá Hockey, procedentes de la segunda categoría autonómica.
El Club Deportivo Santa María del Pilar se proclamó campeón tras disputar la liga regular, clasificándose para la Fase de Ascenso.
|  | Pos. | Equipo                   | Localidad           |
|  | 1.   | C.D. Sta. Mª del Pilar   | Madrid              |
|  | 2.   | Colegio Virgen de Europa | Boadilla del Monte  |
|  | 3.   | Tres Cantos Patín Club   | Tres Cantos         |
|  | 4.   | C.P. Las Rozas           | Las Rozas de Madrid |
|  | 5.   | Colegio Alameda de Osuna | Madrid              |
|  | 6.   | Club Patín Alcobendas B  | Alcobendas          |
|  | 7.   | Club Patín Alcorcón      | Alcorcón            |
|  | 8.   | Club Patín Alcalá Hockey | Alcalá de Henares   |
|  | 9.   | Club Patinaje Coslada    | Coslada             |
|  | 10.  | C.H.P. Aluche            | Aluche              |

### Liga Sur.
Compuesta por un grupo de 7 equipos, 4 de Andalucía, 2 de la Comunidad Valenciana y 1 de Extremadura. Se clasifican los tres primeros para disputar la Fase de Ascenso del Sector Sur a Primera División española. No se producen descensos ya que los clubes deciden por libre inscripción militar en esta categoría.
Esta temporada se volvió a unificar la Liga Sur en un solo grupo, con dos equipos menos que la temporada anterior. Se incorporaron tres nuevos equipos: el C.P.P. Raspeig -descendido de Primera División-, el C.H. Burguillos -proveniente de la Primera Autonómica de Madrid-, y el Club Patín Irlandesas -campeón de la Liga Autonómica de Andalucía-. Pero al unificarse en un solo grupo la competición causaron baja cinco equipos, que regresaron a sus respectivas ligas autonómicas de cuarto nivel: los dos filiales del C.P.P. Raspeig y el del Patín Alcodiam, el Hockey Club Concentaina, y el Club Deportivo Italicense.	
El C.P.P. Raspeig se proclamó campeón tras disputar la liga regular, clasificándose para la Fase de Ascenso junto al C.H. Burguillos y al C.P. Muro, segundo y tercer clasificados.
|  | Pos. | Equipo                | Localidad               |
|  | 1.   | C.P.P. Raspeig        | San Vicente del Raspeig |
|  | 2.   | C.H. Burguillos       | Burguillos del Cerro    |
|  | 3.   | C.P. Muro             | Muro de Alcoy           |
|  | 4.   | Club Patín Irlandesas | Sevilla                 |
|  | 5.   | C.P. Alhambra Cájar   | La Zubia                |
|  | 6.   | Club Patín Claret     | Sevilla                 |
|  | 7.   | C.H.P. Cájar Granada  | Cájar                   |

### Fases de ascenso.
|  | Pos. | Equipo              | Localidad |
|  | 1.   | Hockey Club Liceo B | La Coruña |
|  | 2.   | Iruña Hockey        | Pamplona  |
|  | 3.   | Club Patín Areces   | Grado     |
|  | 4.   | C.P. Burgos         | Burgos    |

|  | Pos. | Equipo                 | Localidad               |
|  | 1.   | C.P.P. Raspeig         | San Vicente del Raspeig |
|  | 2.   | C.D. Sta. Mª del Pilar | Madrid                  |
|  | 3.   | C.H. Burguillos        | Burguillos del Cerro    |
|  | 4.   | C.P. Muro              | Muro de Alcoy           |

## Cuarto nivel
El cuarto nivel del campeonato español de hockey sobre patines está compuesto por cuatro ligas autonómicas organizadas por sus respectivas federaciones regionales, decidiendo cada una de ellas si existe sistema de ascensos y descensos respecto a los otros niveles de la competición.

### Primera División Catalana.
Compuesta por 32 equipos divididos en dos grupos, todos ellos de Cataluña, excepto el único club existente en el Principado de Andorra, el cual disputa habitualmente las competiciones catalanas. Ascienden a la Liga Autonómica Catalana los dos campeones de grupo, mientras que los clasificados entre el segundo y el quinto lugar disputan un play off para obtener las otras plaza de ascenso. Los dos últimos clasificados de cada grupo descienden a la Segunda División Catalana, mientras que los clasificados en decimotercero y decimocuarto lugar disputan una fase de promoción frente a equipos procedentes de la categoría inferior.
Resultaron campeones, ascendiendo automáticamente, el SHUM Maçanet B y el Club Natació Reus Ploms. En la fase de ascenso, tras haber renunciado a participar tres equipos filiales, obtuvo su plaza el histórico CH Cerdanyola y posteriormente también pudieron ascender por cobertura de vacantes el Club Hoquei Ripollet y el Hoquei Club Sant Just.
|  | Pos. | Equipo                    | Localidad               |
|  | 1.   | SHUM Maçanet B            | Massanet de la Selva    |
|  | 2.   | Foment Dep. Cassanenc     | Cassá de la Selva       |
|  | 3.   | Fútbol Club Barcelona C   | Barcelona               |
|  | 4.   | H.C. Ripoll               | Ripoll                  |
|  | 5.   | Club Hoquei Ripollet      | Ripollet                |
|  | 6.   | Club Patí Jonquerenc      | La Junquera             |
|  | 7.   | Club Patí Vic B           | Vich                    |
|  | 8.   | GEIEG B                   | Gerona                  |
|  | 9.   | Club Hoquei Palafrugell B | Palafrugell             |
|  | 10.  | Club Patí Voltregà B      | S. Hipólito de Voltregá |
|  | 11.  | C.P. Congrés B            | Barcelona               |
|  | 12.  | Club Patí Roda            | Roda de Ter             |
|  | 13.  | Mollet Hoquei Club        | Mollet del Vallès       |
|  | 14.  | Club Hoquei Mataró B      | Mataró                  |
|  | 15.  | Club Hoquei Sant Feliu B  | San Felíu de Codinas    |
|  | 16.  | Club Patí Taradell B      | Taradell                |

|  | Pos. | Equipo                   | Localidad                |
|  | 1.   | Club Natació Reus Ploms  | Reus                     |
|  | 2.   | CE Lleida Llista Blava B | Lérida                   |
|  | 3.   | Reus Deportiu B          | Reus                     |
|  | 4.   | Hoquei Club Sant Just    | San Justo Desvern        |
|  | 5.   | HC Sentmenat B           | Senmanat                 |
|  | 6.   | CH Cerdanyola            | Sardañola del Vallés     |
|  | 7.   | CE Vendrell B            | El Vendrell              |
|  | 8.   | C.H. Santa Perpètua      | Sta. Perpetua de Moguda  |
|  | 9.   | P.H.C. Sant Cugat B      | San Cugat del Vallés     |
|  | 10.  | Club Patí Bell-lloc      | Bell Lloch               |
|  | 11.  | Club Patí Monjos         | Sta. Margarita y Monjós  |
|  | 12.  | Hoquei Club Castellar    | Castellar del Vallés     |
|  | 13.  | Andorra Hoquei Club      | Andorra la Vieja         |
|  | 14.  | Club Patí Riudebitlles   | S. Pedro de Riudevitlles |
|  | 15.  | C.H. Caldes C            | Caldas de Montbui        |
|  | 16.  | Club Patí Masquefa       | Masquefa                 |

### Segunda Autonómica de Madrid.
Compuesta por un grupo de 6 equipos, todos ellos de la Comunidad de Madrid. No se producen ascensos al tratarse de categorías de libre inscripción, ni descensos al ser este el nivel más bajo en esta comunidad.
Resultó campeón el equipo filial del C.D. Sta. Mª del Pilar.
|  | Pos. | Equipo                            | Localidad         |
|  | 1.   | C.D. Sta. Mª del Pilar B          | Madrid            |
|  | 2.   | Club Patinaje Coslada B           | Coslada           |
|  | 3.   | Club Patín Alcobendas C           | Alcobendas        |
|  | 4.   | C.D. Gredos San Diego             | Madrid            |
|  | 5.   | Club Patín Alcalá Hockey B        | Alcalá de Henares |
|  | 6.   | C.D.E. Hockey Patines Majadahonda | Majadahonda       |

### Liga Autonómica de Andalucía.
Compuesta por un grupo de 6 equipos, todos ellos de Andalucía. No se producen ascensos al tratarse de categorías de libre inscripción, ni descensos al ser este el nivel más bajo en esta comunidad.
Resultó campeón el Club Deportivo Italicense.
|  | Pos. | Equipo                    | Localidad  |
|  | 1.   | Club Deportivo Italicense | Sevilla    |
|  | 2.   | Club Patín Irlandesas B   | Sevilla    |
|  | 3.   | C.H.P. Cájar Granada B    | Cájar      |
|  | 4.   | Club Patín Irlandesas C   | Sevilla    |
|  | 5.   | Club Patín Nerja          | Nerja      |
|  | 6.   | Club Patín Fuengirola     | Fuengirola |

### Liga Autonómica de la Comunidad Valenciana.
Compuesta por un grupo de 10 equipos, todos ellos de la Comunidad Valenciana, excepto un equipo de la Región de Murcia. No se producen ascensos al tratarse de categorías de libre inscripción, ni descensos al ser este el nivel más bajo en esta comunidad.
Respecto a la temporada anterior se mantuvo el número de participantes, al incorporarse el Gandía Hockey Club, pero no inscrirse el segundo equipo del Hockey Club Concentaina.
Resultó campeón el C.P.H. Ciudad de Murcia, el único participante no valenciano.
|  | Pos. | Equipo                  | Localidad               |
|  | 1.   | C.P.H. Ciudad de Murcia | Murcia                  |
|  | 2.   | Autentic Sedaví H.C.    | Sedaví                  |
|  | 3.   | C.P. Muro B             | Muro de Alcoy           |
|  | 4.   | C.P.P. Raspeig C        | San Vicente del Raspeig |
|  | 5.   | C.P.P. Raspeig B        | San Vicente del Raspeig |
|  | 6.   | Patín Alcodiam B        | Alcoy                   |
|  | 7.   | Gandía Hockey Club      | Gandía                  |
|  | 8.   | Hockey Club Concentaina | Concentaina             |
|  | 9.   | Floreal Hockey Club     | San Vicente del Raspeig |
|  | 10.  | Hockey Club Villena     | Villena                 |

## Quinto nivel
El quinto nivel del campeonato español de hockey se disputa únicamente en Cataluña, al ser esta la única comunidad que cuenta con clubes suficientes para organizar una tercera categoría autonómica.

### Segunda División Catalana.
Compuesta por 68 equipos divididos en cinco grupos, todos ellos de Cataluña. Ascienden a la Primera División Catalana los cinco campeones de grupo, mientras que los mejores clasificados diputan disputan una promoción de ascenso frente a los peores clasificados de la categoría superior. No se producen descensos al tratarse de la última categoría que se disputa en esta comunidad.
- Grupo A. 1.º: U.E. Hoquei Barberà (Barberá del Vallés), 2.º: C.E. Cornellà (Cornellá de Llobregat), 3.º: Club Hoquei Ripollet B (Ripollet), 4.º: P.H.C. Sant Cugat B (San Cugat del Vallés), 5.º: CH Cerdanyola B (Sardañola del Vallés), 6.º: Futbol Club Martinenc A (Barcelona), 7.º: HC Sentmenat C (Senmanat), 8.º: C.P. Congrés C (Barcelona), 9.º: Unió Esportiva Horta (Barcelona), 10.º: Club Tennis Barcino (Barcelona), 11.º: Futbol Club Martinenc B (Barcelona), 12.º: C.H. Santa Perpètua B (Sta. Perpetua de Moguda), 13.º: Col·legi Jesús, Maria i Josep (Barcelona), 14.º: Colegio La Salle Bonanova (Barcelona).
- Grupo B. 1.º: C.H.P. Bigues i Riells (Bigas), 2.º: Club Patí Malgrat (Malgrat de Mar), 3.º: C.P.H. Olot B (Olot), 4.º: C.P. Masies de Voltregà (Las Masías de Voltregá), 5.º: Hoquei Club Palau de Plegamans (Palau-solità i Plegamans), 6.º: Club Patí Vic C (Vich), 7.º: U.E. La Garriga Hoquei (La Garriga), 8.º: Club Patí Roda B (Roda de Ter), 9.º: H.P. Tona B (Tona), 10.º: Mollet Hoquei Club B (Mollet del Vallès), 11.º: Club Patí Roda C (Roda de Ter), 12.º: Club Hoquei Sant Feliu C (San Felíu de Codinas), 13.º: Club Patí Sant Celoni (San Celoni).
- Grupo C. 1.º: Seccions Deportives Espanyol (Barcelona), 2.º: Igualada Hoquei Club C (Igualada), 3.º: Hoquei Club Montbui (Santa Margarita de Montbuy), 4.º: Club Patí Vilanova B (Villanueva y Geltrú), 5.º: Hoquei Club Sant Just B (San Justo Desvern), 6.º: Club Hoquei Corbera (Corbera de Llobregat), 7.º: Capellades H.C. B (Capellades), 8.º: Club Patí Sant Ramon (Villafranca del Panadés), 9.º: Ribes Club Patí (San Pedro de Ribas), 10.º: H.C. Piera B (Piera), 11.º: Sferic Terrassa (Tarrasa), 12.º: Club Patí Cubelles (Cubellas), 13.º: Club Esportiu Molins de Rei (Molins de Rey), 14.º: Club Olesa Patí (Olesa de Montserrat), 15.º: Club Esportiu Hoquei Sabadell (Sabadell).
- Grupo D. 1.º: Club Hoquei Lloret B (Lloret de Mar), 2.º: Club Patí Blanes Atlètic (Blanes), 3.º: Club de Hoquei Vilassar (Vilasar de Mar), 4.º: Club Patí Breda (Breda), 5.º: Foment Dep. Cassanenc B (Cassá de la Selva), 6.º: SHUM Maçanet C (Massanet de la Selva), 7.º: Club Hoquei Arenys de Mar (Arenys de Mar), 8.º:  SHUM Maçanet D (Massanet de la Selva), 9.º: Girona Club de Hockey B (Gerona), 10.º: Hoquei Club Salt (Salt), 11.º: Club Hoquei Farners (Santa Coloma de Farnés), 12.º: Foment Dep. Cassanenc C (Cassá de la Selva), 13.º: Club Patí Caldes (Caldas de Malavella).
- Grupo E. 1.º: Club Patí Sitges (Sitges), 2.º: Club Patí Riudoms (Riudoms), 3.º: C.H. Vila-seca (Vilaseca), 4.º: Club Patí Vilafranca B (Villafranca del Panadés), 5.º: Club Hoquei Patí Amposta (Amposta), 6.º: Hoquei Club Valls (Valls), 7.º: Club Patí Flix (Flix), 8.º: Hoquei Club Alpicat B (Alpicat), 9.º: Club d’Hoquei i Patinatge Artístic Cadí (Seo de Urgel), 10.º: C.H. Juneda B (Juneda), 11.º: Secció d'Hoquei Casal Espluga (Espluga de Francolí), 12.º: Club Patí Sitges B (Sitges), 13.º: Cambrils Club Hoquei (Cambrils).

## Clubes participantes en categorías inferiores
Otros clubes que no compitieron en categoría masculina senior durante la temporada 2017-18, pero que sí lo hicieron en otras categorías masculinas inferiores, o en categorías femeninas o de veteranos:
- Andalucía: C.P. Los Boliches (Fuengirola), C.D. Praderas de Santa Clara (Sevilla), Colegio Tabladilla (Sevilla).
- Asturias: CP Cuencas Mineras, La Corredoria.
- Cantabria: Club Deportivo Voto (Voto).
- Castilla-La Mancha: Club Deportivo Hockey El Casar (El Casar).
- Castilla y León: Club Deportivo Vettonia Hockey (Ávila), Asociación Patinaje Global Bierzo (Ponferrada).
- Extremadura: Zafra Hockey Club (Zafra).
- Galicia: Hockey Club Cambre (Cambre), Hockey Club Riazor (La Coruña), Asociación Deportiva Club Obradoiro (La Coruña), Club Hockey Oleiros (Oleiros),  Hockey Club Cies (Vigo), Club Patín Oroso (Oroso), C. Compañía de María Ferrol (Ferrol), Diver Patín CD (Santiago de Compostela), S.D.C. Santa María del Mar (La Coruña), A.C. Órdenes (Órdenes).
- Comunidad de Madrid: Colegio Aldovea (La Moraleja), C.P.A. Boadilla del Monte (Boadilla del Monte), Colegio Santa María La Blanca (Madrid), Colegio Luyfe Rivas (Rivas-Vaciamadrid), C.D. Retamar (Pozuelo de Alarcón), C.D.E. Sogal (Madrid).
- Navarra: Unión Deportiva y Cultural Rochapea (Pamplona), Sociedad Deportiva Lagunak (Barañáin), Ikastola San Fermín (Cizur Menor), Tudela Hockey Club (Tudela).
- Comunidad Valenciana: Club Patí Xábia (Jávea), Club Hoquei Banyeres (Bañeres de Mariola).